# Thon
Thon is een plaats en deelgemeente van de Belgische gemeente Andenne  in de provincie Namen en is gelegen aan de oevers van de Samson, een bijriviertje van de Maas.
Het dorp is opgenomen in de lijst van de mooiste plaatsjes in Wallonië (Les Plus Beaux Villages de Wallonie). Ooit was er een burcht waarvan nog een ruïne overblijft, waarvan de geschiedenis teruggaat tot de Romeinse tijd.

## Demografische ontwikkeling
- Bronnen:NIS, Opm:1831 tot en met 1970=volkstellingen, 1976= inwoneraantal op 31 december

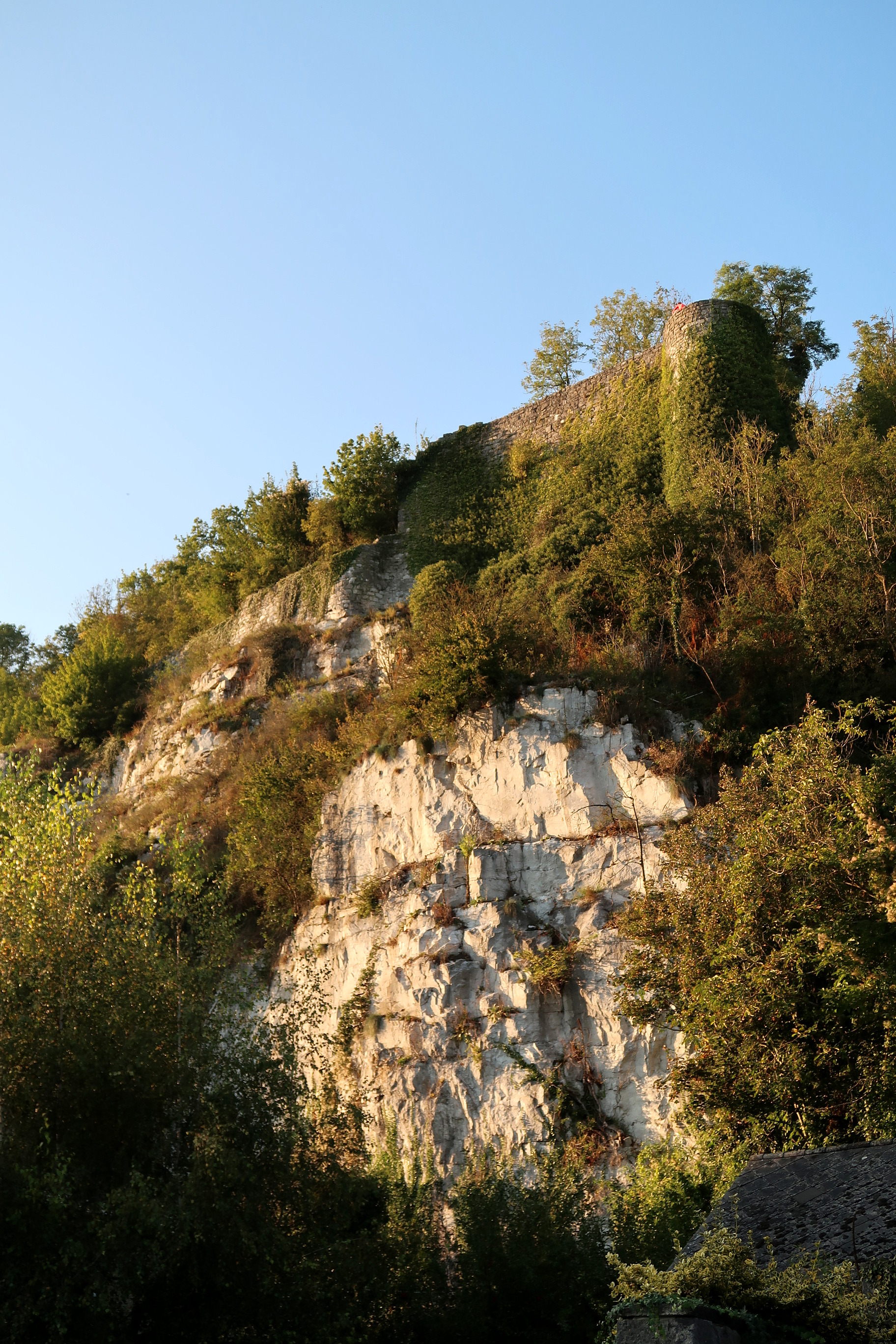
Burcht van Samson
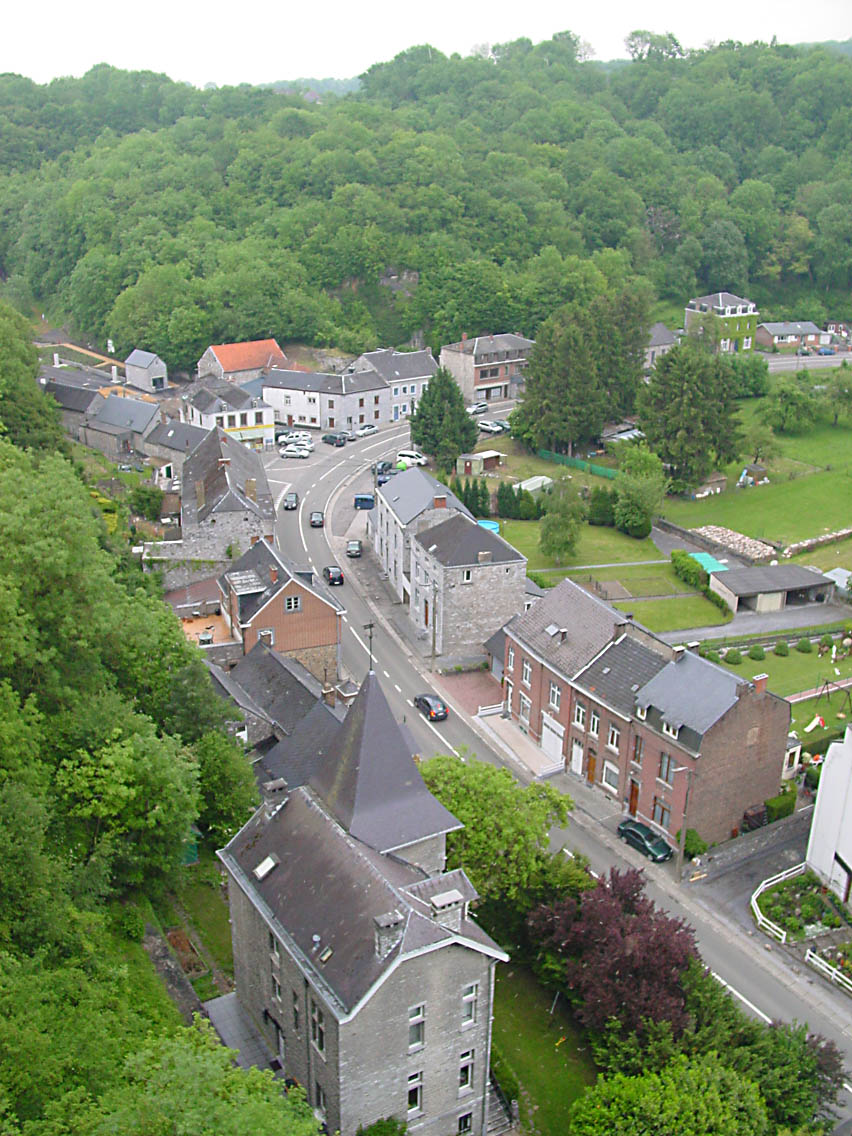
Thon gezien vanaf de burcht
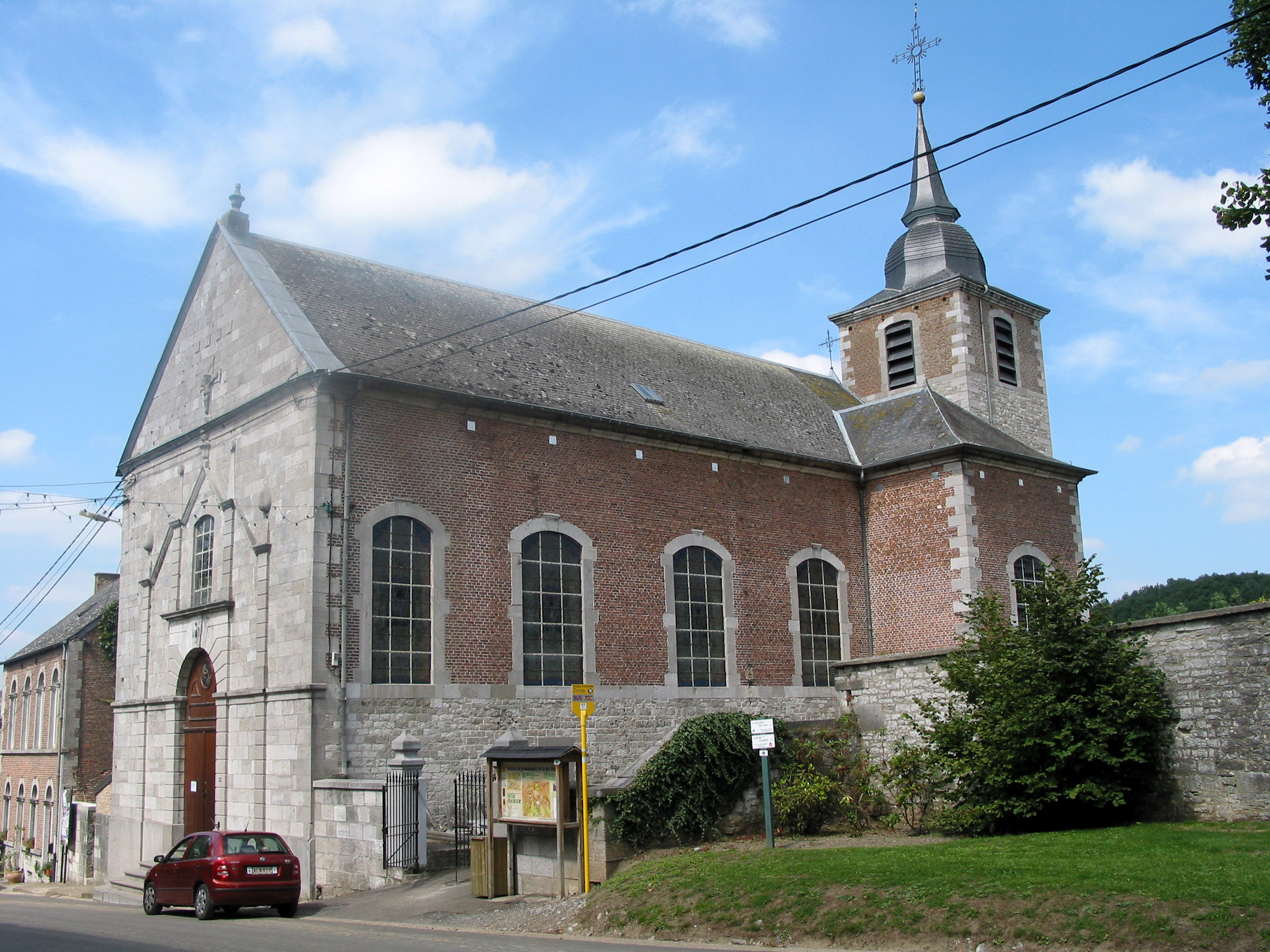
St. Remykerk (1780)
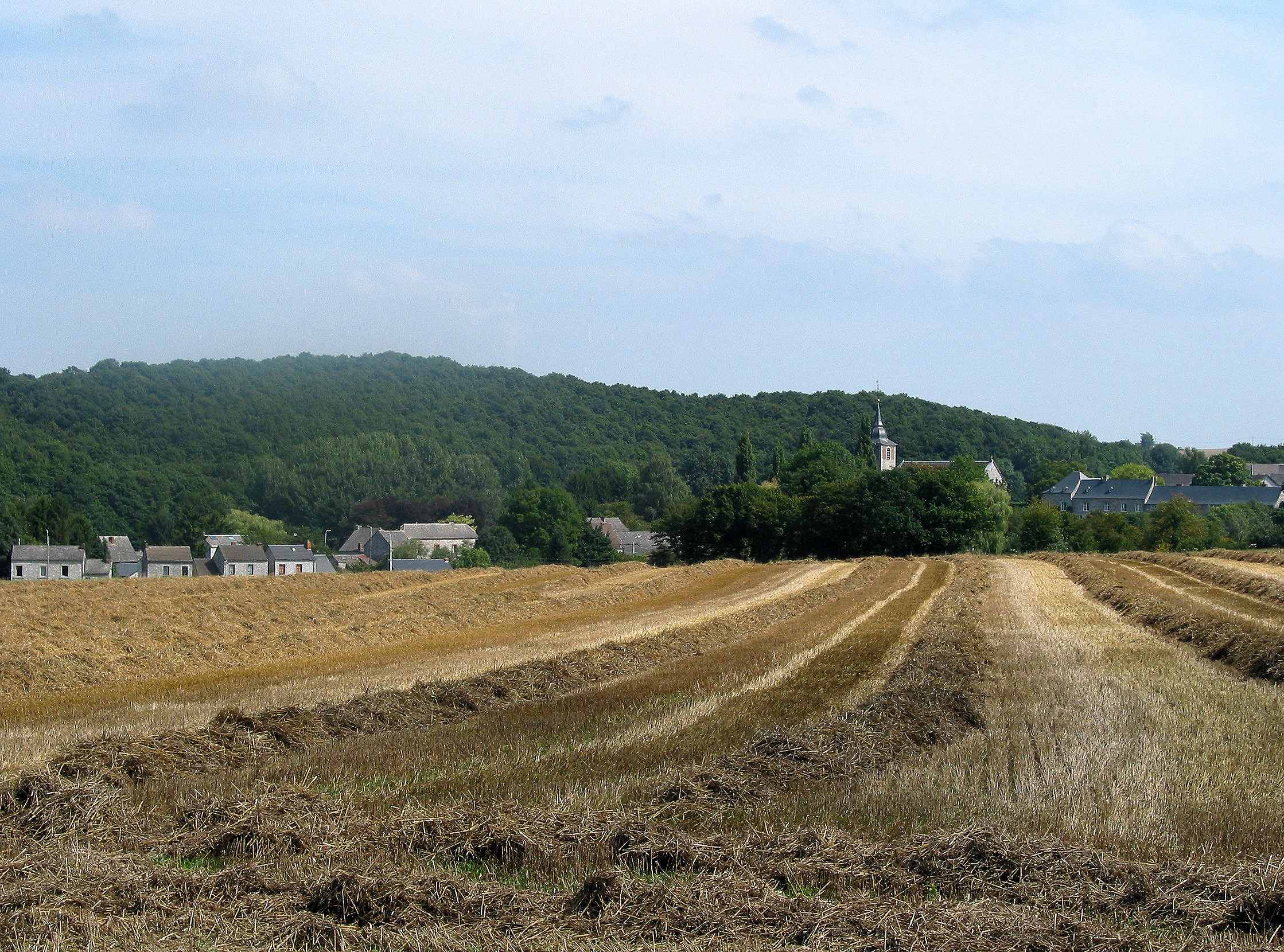
Het oude dorp Thon-Samson
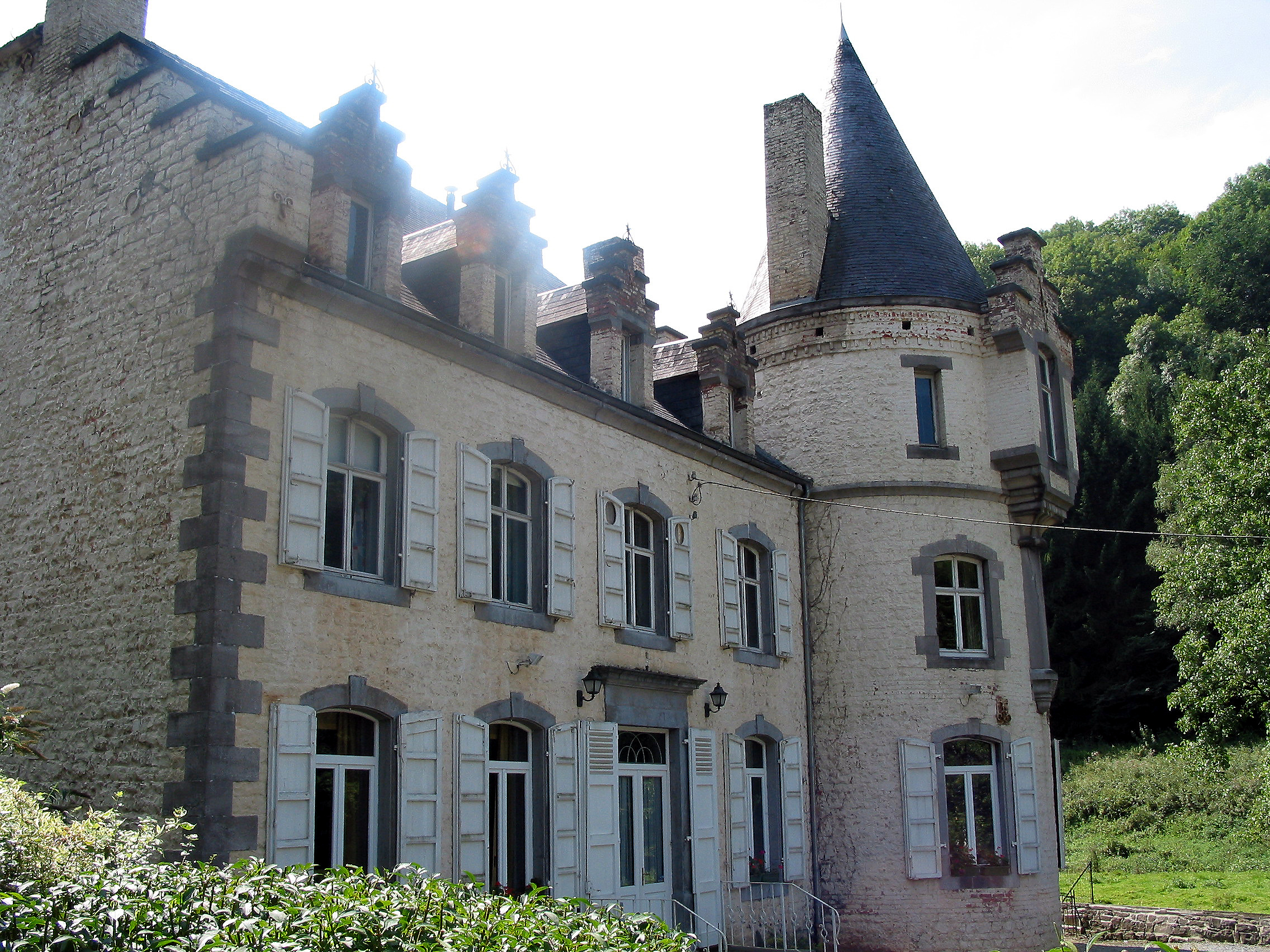
Kasteel des Forges